# Даян Кенън
Даян Кенън (на английски: Dyan Cannon) е американска актриса, режисьор, сценарист, продуцент и монтажист. 

## Биография
Даян Кенън е родена на 4 януари 1937 година в Такома, Вашингтон. Дъщеря е на домакинята Клеър (по баща Портной) и продавача на застраховки живот Бен Фризен.  Тя е отгледана в еврейската вяра на майка си еврейка ашкенази, която е имигрант от Русия; баща й е бил баптист от руски менонитски произход.  Нейният по-малък брат е джаз музикантът Дейвид Фризен.  Кенън посещава гимназията в Западен Сиатъл и е коронясана за Мис Западен Сиатъл през 1954 г.  Тя прекара две години и половина във Вашингтонския университет. 
През 1957 г. Кенън напуска колежа и отива да живее при леля си Сали във Финикс, Аризона, където започва работа в Мерил Линч и ко.  Ухажвана от пътуващ бизнесмен, тя се сгодява и последва годеника си в Лос Анджелис.  Те скоро се разделят, но тя решава да остане в района и да се запише в Калифорнийски университет – Лос Анджелис.  Работи като модел на непълен работен ден, след интервю с продуцента Джери Уолд, който й предлага да промени фамилното си име на Кенън. Тя подписва с Метро-Голдуин-Майер, прави промоционална работа за филма „Les Girls“ и учи при учителя по актьорско майсторство Санфорд Мейснер. 

### Кариера
Като бивша кралица на красотата, носеща титлата Мис Уест Сиатъл, Кенън прави своя телевизионен дебют през 1958 г. През следващото десетилетие тя се превръща в обичайна гледка в епизодични шоута, докато се появява спорадично на Бродуей и във филми. През 1969 г. тя прави пробив с роля в секс комедията „Боб и Карол и Тед и Алис“, за която е номинирана за Оскар за най-добра поддържаща женска роля. Кенън е номинирана в тази категория отново за „Раят може да почака“ (1978), което й носи награда Златен глобус за най-добра актриса в поддържаща роля. Номинирана е за награда Златен глобус за най-добра актриса в драма за главната си роля в „Такива добри приятели“ (1971). Освен това е номинирана за Оскар за най-добър късометражен филм на живо като продуцент на „Номер едно“ (1976), което я прави първата жена, която получава номинации за Оскар както пред, така и зад камерата.
Кенън прави своя пълнометражен режисьорски дебют с полу-автобиографичната драма от 1990 г. „Краят на невинността“, където тя също е сценарист и участва в нея. От 1997 до 2000 г. играе повтаряща се роля в правния сериал „Али Макбийл“.
Даян Кенън печели награда Сатурн, награда Златен глобус, три номинации за Оскар и звезда на Холивудската алея на славата. Тя е обявена за жена звезда на годината от Националната асоциация на собствениците на театри през 1973 г. и Холивудския женски пресклуб през 1979 г.

### Персонален живот
През 1961 г. Кенън започва да се среща с актьора Кари Грант, който е с 33 години по-възрастен от нея. Те се женят на 22 юли 1965 г. и имат една дъщеря, Дженифър (родена на 26 февруари 1966 г.). Кенън подава молба за развод през септември 1967 г. и тя е финализирана на 21 март 1968 г. 
Даян Кенън се жени за инвеститора в недвижими имоти Стенли Фимбърг на 18 април 1985 г. Те се развеждат през 1991 г. 
От 1978 г. до 1979 г. Кенън и Арман Асанте са постояннно в публичното пространство. Тя също е имала връзки с комика Морт Сал, продуцента Мъри Шостак, агента за таланти Рон Вайснер и скулптора Карл Хартман, както и с режисьорите Хал Ашби и Джери Шацберг, и актьорите Хай Чейс, Рон Ели и Майкъл Нури. Тя все още е приятелка с Нури и го придружи на премиера почти 40 години след раздялата им.
През 1972 г. Кенън разкрива, че се е занимавала с първична терапия.  Тя е фен на Лос Анджелис Лейкърс и посещава игри на Лейкърс повече от три десетилетия. Тя е новородена християнка. 

## Избрана филмография
| година | филм                | оригинално заглавие | роля             | режисьор       |
| ------ | ------------------- | ------------------- | ---------------- | -------------- |
| 1978   | Раят може да почака | Heaven Can Wait     | Джулия Фарнсуърт | Уорън Бейти    |
| 2003   | Кенгуруто Джак      | Kangaroo Jack       | Ана Карбоун      | Дейвид Макнали |
| 2004   | След залеза         | After the Sunset    | камео            | Брет Ратнър    |